# Grootebroek
Grootebroek est un village néerlandaise de la commune de Stede Broec (province de Hollande-Septentrionale) dans la région de Frise-Occidentale. Elle comptait en 2005, 8 847 habitants.
Grootebroek formait avec Lutjebroek, jusqu'au 1er janvier 1979, la commune de Grootebroek.
C'est le village où grandirent les footballeurs Frank de Boer et Ronald de Boer.